# Biópsia das vilosidades coriónicas
A biópsia das vilosidades coriónicas (português europeu) ou biópsia das vilosidades coriônicas (português brasileiro) é um exame de diagnóstico pré-natal que permite detectar anomalias genéticas ou cromossómicas no feto durante uma gravidez. O exame consiste na recolha de uma amostra das vilosidades coriónicas (tecido placentário), a qual é testada para a presença de anomalias cromossómicas, geralmente através de FISH ou PCR. A recolha da amostra é realizada entre as 10 e as 12 semanas de idade gestacional, mais cedo do que uma amniocentese ou recolha de sangue do cordão umbilical. É a técnica preferencial antes das 15 semanas. Embora este procedimento esteja associado à deteção do síndrome de Down, a biópsia das vilosidades coriónicas é capaz de detetar mais de 200 doenças.